# Темплоуг
Темплоуг (англ. Templeogue; ирл. Teach Mealóg) — пригород в Ирландии, находится в графстве Южный Дублин (провинция Ленстер). Пригород расположен юго-западнее Дублина около Тереньюра, Ратфарнема, Таллы, Киммиджа и Уолкинстауна.
Основными автодорогами, проходящие через пригород, являются национальная автодорога N81 (Templeogue Road) и региональная дорога R112 (Templeville Road). Пригород расположен в шести километрах от центра Дублина, на таком же расстоянии от гор Дублин, расположенных на юге и от Дублинского залива Ирландского моря. Южнее Темплоуга течёт река Доддер, которая является естественной границей с Ратфарнемом, а севернее Поддл.
Название пригорода связано с часовней, построенной в районе святым Мелом в 1273 году.

## История
С XIV века на землях жили Харольды, а в XVI веке перешли Талботам, которые владели землями на протяжении двух веков. В обязанности владельцев земли входило снабжение водяной мельницы кукурузой для дальнейшего помола. В 1655 году в Темплоуге был замок, мельница и ряд коттеджей. Число жителей достигало 40 человек. Мельница долгое время оставалась основным объектом пригорода и давала хорошую ренту её владельцам.
Начиная с 1700-х годов пригород привлекает внимание богемы своими источниками и спа. Темплоуг был настолько популярен, что о его посетителях выходила еженедельная газета The Templeogue Intelligencer.
В 1801 году через Темплоуг была построена платная прямая дорога Templeogue Road, а в 1888 году через пригород стал ходить трамвай. Деревня Темплоуг была важной остановкой на маршруте Тереньюр — Блессингтон, длиной около 25 миль.

## Современный пригород

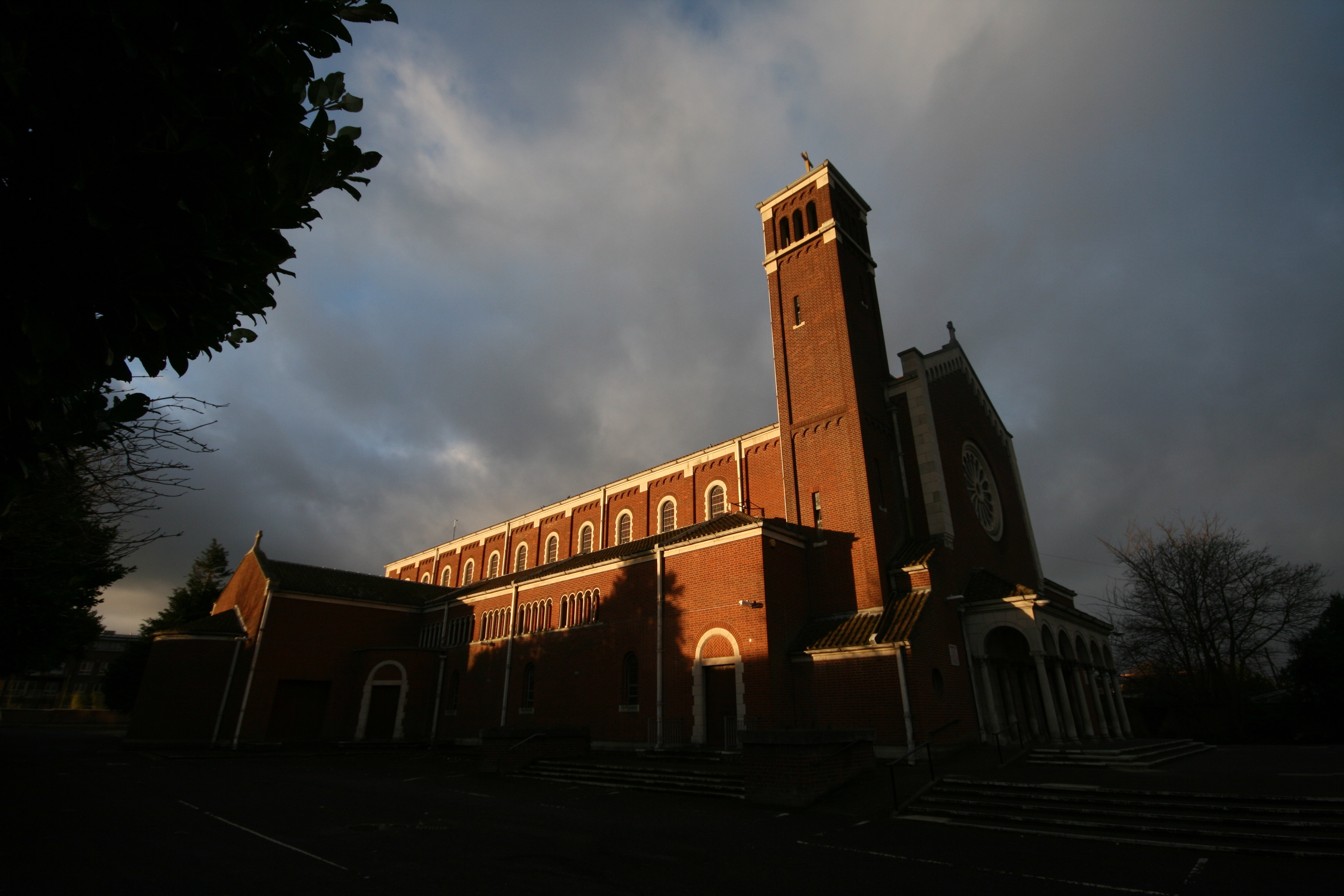
Церковь в Темплоуге

Некогда изолированная деревня в окрестностях Дублина со временем стала современным пригородом. Старая деревня почти полностью растворилась в современных зданиях и магазинах. Старые коттеджи были разрушены.

## Достопримечательности
В пригороде сохранились массивные ворота Templeogue Lodge, за которыми теперь находится современный парк. Единственный паб в Темплоуге носит название Templeogue Inn, хотя местные жители называют его моргом, так как в XIX и начале XX веках недалеко проходил паровой трамвай, который был причиной многих смертей, а трупы часто переносили в паб.
До 1980-х годов существовал старый мост через реку Доддер, построенный ещё в 1800 году, имеющий трёхарочную структуру и декорированный овальными каменными таблетками. В 1980-х годах по плану расширения автодороги мост был снесён. Новый мост, запущенный в 1985 году, носит имя Остина Кларка в честь поэта, жившего около моста. На другой стороне моста сохранился Cypress Grove House, построенный в первой половине XVIII века. В настоящее время в доме располагаются африканские миссионеры (белые отцы). Из первоначальных кипарисов около дома сохранилось только три, которые стоят с восточной стороны.